# Кия
Кия е река в Русия, Южен Сибир, Кемеровска и Томска област ляв приток на река Чулим от басейна на Об. Дължината ѝ е 548 km, която ѝ отрежда 170-о място по дължина сред реките на Русия.
Река Кия води началото си от северното подножие на връх Медвежая (1489 m) в най-високата част на планината Кузнецки Алатау, в източната част на Кемеровска област, на 1208 m н.в. Първите около 190 km е типична планинска река, като тече на север-северозапад в пределите на източните склонове на Кузнецки Алатау. При село Чумиш, Кемеровска област излиза от планината и навлиза в югоизточната, висока и обезлесена част на Западносибирската равнина, като тук долината ѝ се разширява, а скоростта на течението ѝ се забавя. След град Мариинск завива на северозапад и навлиза в тайгата. Долината ѝ става още по-широка, с обширна заливна тераса, по която Кия силно меандрира. Влива се отляво в река Чулим (от басейна на Об) при нейния 376 km, на 94 m н.в., при село Зирянское, Томска област.
Водосборният басейн на Кия обхваща площ от 32 200 km2, което представлява 24,03% от водосборния басейн на река Чулим. Във водосборния басейн на реката попадат части от териториите на Кемеровска област, Красноярски край и Томска област.
Границите на водосборния басейн на реката са следните:
- на север, изток и югоизток – водосборния басейн на река Чулим, десен приток на Об.
- на запад – водосборните басейни на реките Том, десен приток на Об и Яя, ляв приток на Чулим.

Река Кия получава 43 притока с дължина над 10 km, като 5 от тях са с дължина над 100 km:
- 351 → Кожух 144 / 2000, на 9 km южно от село Чумай, Кемеровска област
- 295 ← Серта 122 /-, при село Уст Серта, Кемеровска област
- 266 → Чебула 113 /-, при село Уст Чебула, Кемеровска област
- 212 ← Тяжин 165 / 2150, на 8 km северно от град Мариинск, Кемеровска област
- 12 ← Чет 432 / 14 300, при село Красноярски Рейд, Томска област

Подхранването на река Чулим е смесено – снежно и дъждовно. Среден годишен отток при град Мариинск 150 m3/s. Замръзва през ноември, а се размразява през април.
По течението на реката в са разположени множество населени места, в т.ч. град Мариинск в Кемеровска област, а в устието – село Зирянское (районен център) в Томска област.